# Verner Weckman
Johan Verner Weckman (ur. 26 lipca 1882 w Loviisa, zm. 22 lutego 1968 w Helsinkach)  – fiński zapaśnik walczący w stylu klasycznym. Mistrz olimpijski z Londynu z 1908 roku. Ponadto jest złotym i srebrnym medalistą Olimpiady Letniej 1906, odpowiednio w wadze średniej i w wadze dowolnej.